# Torma kommun
Torma kommun (estniska: Torma vald) var en tidigare kommun i landskapet Jõgevamaa i östra Estland.  Den låg cirka 130 kilometer sydöst om huvudstaden Tallinn. Centralort var småköpingen Torma.
Den 24 oktober 2017 uppgick större delen av kommunen i Jõgeva kommun, detta med undantag för byn Võtikvere som istället uppgick i Mustvee kommun.

### Karta

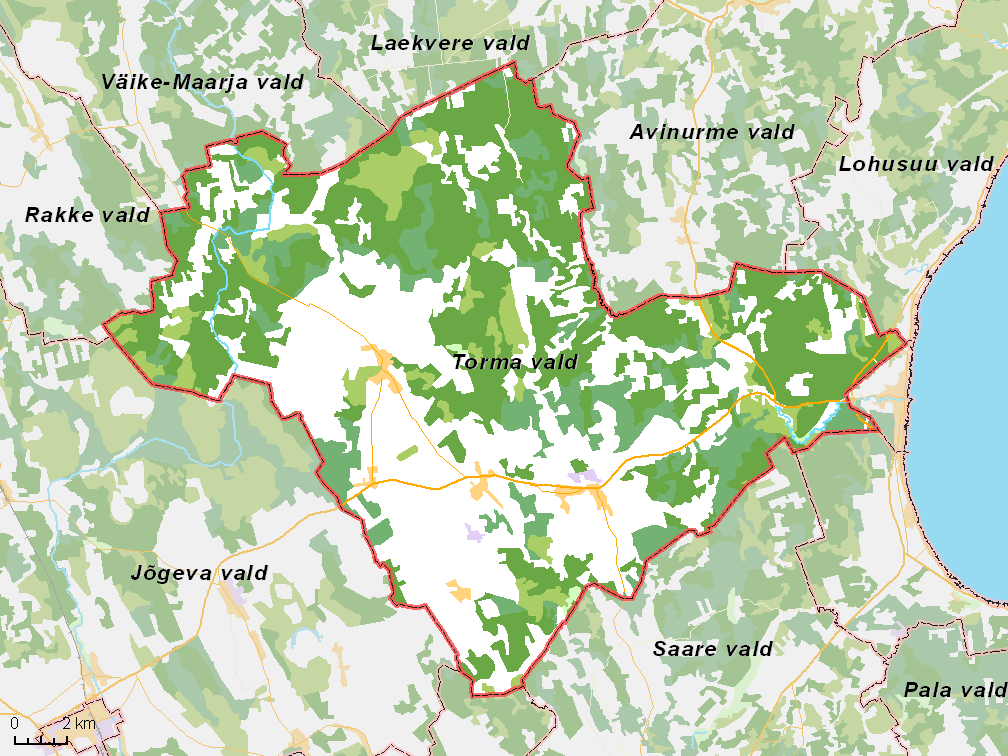
Översiktlig karta över den dåvarande kommunen.

## Geografi

### Klimat
Årsmedeltemperaturen i trakten är 5,8 °C. Den varmaste månaden är juli, då medeltemperaturen är 17,6 °C, och den kallaste är februari, med −5,0 °C.

## Orter
I Torma kommun fanns två småköpingar och 23 byar.

### Småköpingar
- Torma (centralort)
- Sadala

### Byar
- Iravere
- Kantküla
- Kodismaa
- Koimula
- Kõnnu
- Leedi
- Liikatku
- Lilastvere
- Näduvere
- Ookatku
- Oti
- Rassiku
- Reastvere
- Rääbise
- Sätsuvere
- Tealama
- Tuimõisa
- Tõikvere
- Tähkvere
- Vaiatu
- Vanamõisa
- Võidivere
- Võtikvere

### Tidigare byar
- Jaskametsa
- Lullikatku
- Metsaküla
- Saaremetsa